# Okeanozonium cylindricum
Okeanozonium cylindricum är en mångfotingart som beskrevs av Karl Wilhelm Verhoeff 1941. Okeanozonium cylindricum ingår i släktet Okeanozonium och familjen Siphonophoridae. Inga underarter finns listade i Catalogue of Life.